# Галіп Артем Васильович

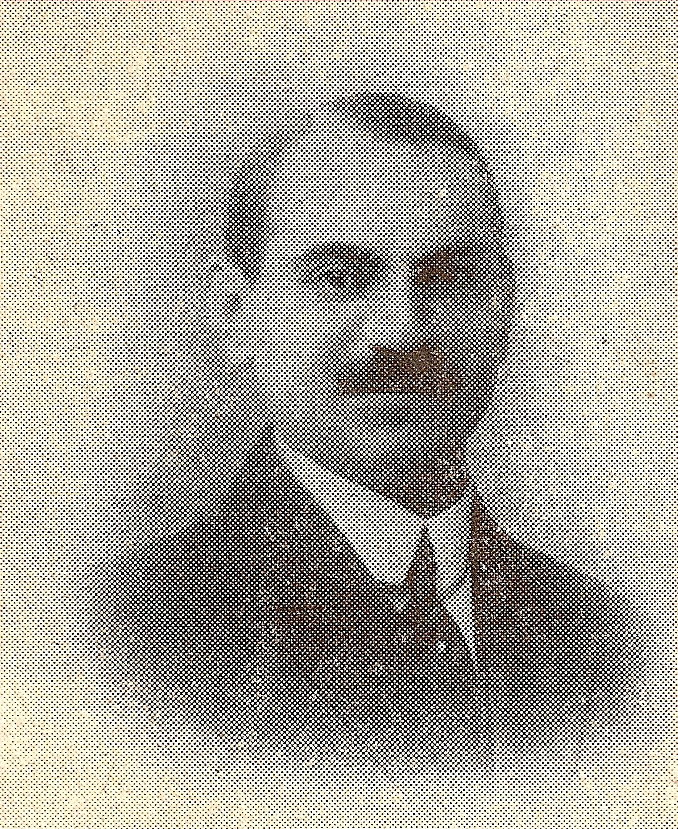
Артем Галіп

Артем Васильович Галіп (нар. 24 жовтня 1887 р., с. Брідок, Герцогство Буковина, Австро-Угорщина, нині Чернівецька обл., Україна — пом. в середині ХХ ст. в Південній Америці) — український політичний та державний діяч, дипломат. Послідовник мартинізму — містичної течії в масонстві. Один з очільників Союзу Українських Громадян у Франції (СУГУФ) — організації, яка виражала підтримку радянській окупації України та була в опозиції проти українських націоналістів та послідовників Української Народної Республіки.

## Біографія
Народився Артем Галіп 24 жовтня 1887 р. в с. Брідок, Герцогство Буковина, Австро-Угорщина. Артем Галіп здобув юридичну освіту та отримав ступінь доктора права.
В часи початку Перших визвольних змагань Артем Галіп опиняється в м. Київ. 
За часів Української Центральної Ради Артем Галіп став на деякий час віце-міністром закордонних справ Української Народної Республіки.
У січні 1918 р. був направлений з інформативною місією до Румунії.
У 1918 р. — товариш міністра закордонних справ Української Народної Республіки.
У квітні 1918 р. була створена дипломатична місія Української Народної Республіки у складі голови місії Миколи Галагана, Олекси Клора та Артема Галіпа.
У 1919 р. — член дипломатичної місії Української Народної Республіки на Паризькій мирній конференції, де, разом з іншими, вів кампанію проти голови місії, графа Михайла Тишкевича. По ліквідації місії, писав (разом з О. Севрюком та І.Борщаком) в одному українсько-більшовицькому часописі в Парижі в 1920-х рр., який пізніше закрила французька влада.
Емігрувавши у Францію перейшов на радянофільські позиції.
Протягом життя Артем Галіп цікавився езотерикою, а саме напрямком містичного християнства — мартинізмом.
Був посвячений в Новиковський обряд мартинізму. У звичайному житті Галіп був досить неоднозначною людиною: екс-дипломат, екс-мільярдер. Він постійно тікав від чогось чи від когось.
Артем Галіп був, з одного боку, мартиністом, але, з іншого боку, він також був посвячений у храм стародавньої заратустрійської традиції.

## Оцінки діяльності
Іделог українського інтегрального націоналізму Дмитро Донцов в одному із своїх записів назвав Артема Галіпа - "кар'єристом". В часи Перших визвольних змагань Артем Галіп зумів здобути довіру гетьмана Української Держави Павла Скоропадського та керівної еліти Української Народної Республіки (Володимира Винниченка, Симона Петлюри та ін.) і втриматися на дипломатичній службі при всіх політичних режимах упродовж 1917—1920 pp., що засвідчує неабиякий хист і здібності Артема Галіпа. До того ж крім української, Артем Галіп володів німецькою, французькою та румунськими мовами.